# Centinelas de Byss
Los centinelas de Byss son unos personajes del Universo de Star Wars.
Enormes y enigmáticos seres que medían 2,60 metros de altura y vivían en el planeta Byss. Se hallaban cubiertos por túnicas de pies a cabeza y su naturaleza era desconocida. Estos servidores del Lado Oscuro de La Fuerza, y más precisamente de Palpatine terminaron siendo conocidos como Centinelas Imperiales.
Los Centinelas portaban enormes hachas de mango largo, que cuando las usaban ágilmente eran prácticamente invencibles; y cuando no, eran figuras sobriamente imponentes.
Se sabe que a lo largo de las Guerras Clon (Clone Wars), varias de estas figuras hicieron su aparición en diferentes escenarios, siendo enfrentados por los Jedi.
- Datos: Q5760680